# Вулиця Любові Малої
Ву́лиця Любо́ві Малої — вулиця в Дніпровському районі міста Києва, місцевість Ліски. Пролягає від Алматинської вулиці до Слобожанської вулиці.
Прилучається вулиця Новаторів.

## Історія
Виникла у середині XX століття під назвою 321-ша Нова вулиця. 1955 року отримала назву вулиця Станюковича, на честь письменника Костянтина Станюковича.
Сучасна назва на честь української вченої академіка Любові Малої — з 2023 року.